# Malay-le-Petit
Malay-le-Petit è un comune francese di 362 abitanti situato nel dipartimento della Yonne nella regione della Borgogna-Franca Contea.

## Società

### Evoluzione demografica
Abitanti censiti